# Westwindstranda
Westwindstranda är en strand på Bouvetön (Norge). Den ligger i den västra delen av ön. Bouvetön. Stranden är omkring 1,5 km lång och ligger nedanför Nyrøysa, längst norrut på Esmarchkusten.  